# Качка (река)
Качка — река в России, протекает по территории Пермского района Пермского края. Устье реки находится в 620 км по левому берегу Воткинского водохранилища. Длина реки составляет 38 км, площадь водосборного бассейна 206 км². В 17 км от устья принимает слева реку Серяк.

## Данные водного реестра

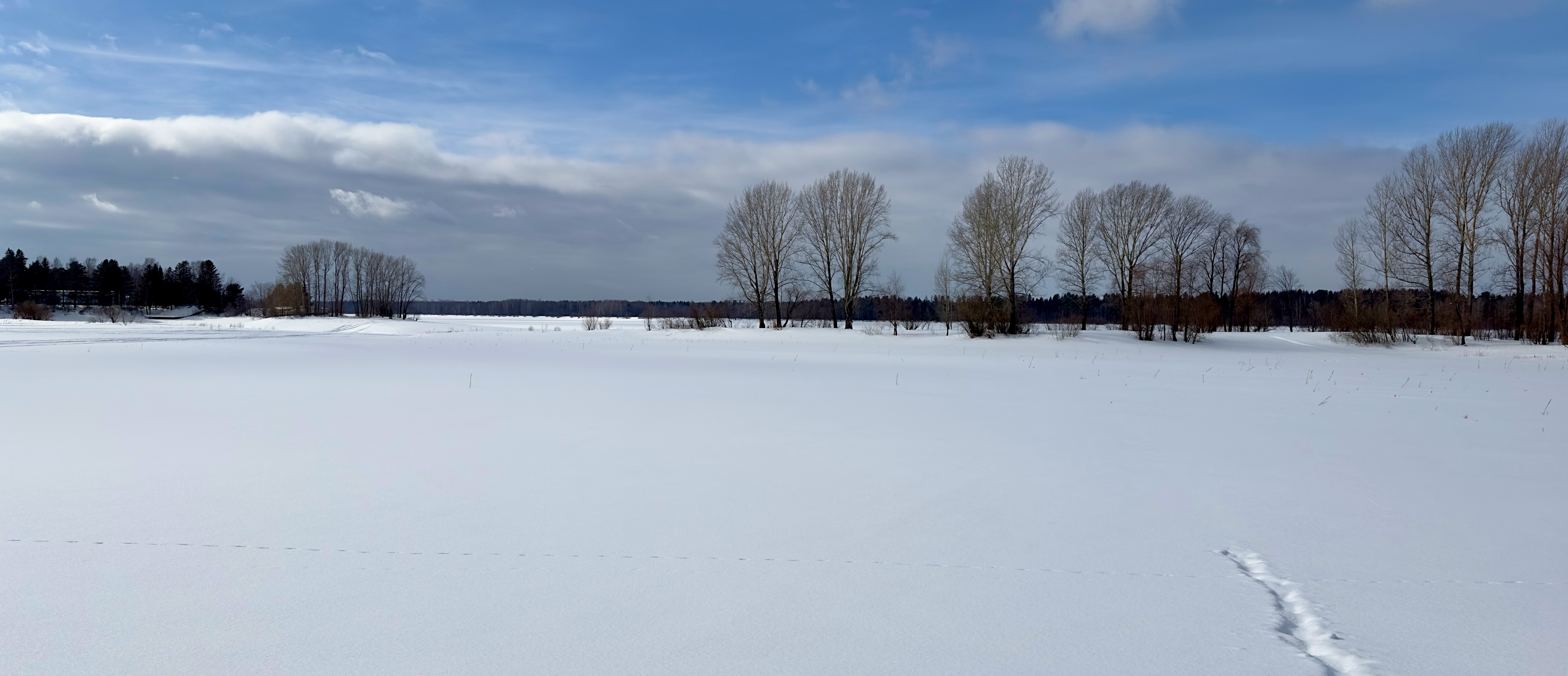
Устье при впадении в Каму

По данным государственного водного реестра России относится к Камскому бассейновому округу, водохозяйственный участок реки — Кама от Камского гидроузла до Воткинского гидроузла, речной подбассейн реки — бассейны притоков Камы до впадения Белой. Речной бассейн реки — Кама.
Код объекта в государственном водном реестре — 10010101012111100014202.